# Sophie von Erlach
Sophie Maria „Selli“ von Erlach, geb. Gräfin von May (* 5. Oktober 1819 in Bern; † 31. Dezember 1911 in Straßburg) war eine Schweizer Malerin und Erzieherin der Prinzessin Luise von Preußen.

## Leben
Sophie war die Tochter von Graf Carl Emanuel von May (1774–1851) und Elisabeth, geb. Joliffe, verwitwete Webber (1782–1857). Sie heiratete den Maschineningenieur Graf Georg Robert von Erlach-Hindelbank (1818–1884), Sohn von Ludwig Robert von Erlach-Hindelbank (1794–1879) und Maria Anna, geb. von Escher von Berg (1798–1871).

### Familie
Der Vater, Carl Emanuel von May, war nach dem Schulabschluss in Bern um 1897 in britische Militärdienste getreten und hatte in Madras (Indien), England und Kanada gedient, schied 1816 als Major aus dem Militärdienst aus und kehrte zurück nach Bern. Er heiratete 1817 die in Kanada verwitwete Frau seines Freundes Frederic Webber. Sie brachte vier Kinder mit in die Ehe: Charles (* 1808), Frederick (Friedrich, Frédéric) (* 1806), George [Georg Ferdinand?] († vor 6. April 1846), Elisabeth genannt Eliza (geb. auf Malta, Lebensdaten nicht bekannt).
Sophie hatte zwei Geschwister: Heinrich (1818–1871), Kartograf und Philosoph, und Margarethe, genannt Mary (1820–1881). Beide Geschwister blieben unverheiratet.
Sie hatte eine enge Verbindung („zweiter Vater“) zu dem Cousin ihres Vaters, Graf Carl Victor von May von Büren (1777–1853), Oberst in Holland und im Regiment von Roveréa, Oberamtmann von Büren, Mitglied des Großen und Kleinen Rates von Bern. Ihre Nichten Anna Elisabeth von Erlach (7. Januar 1856–17. November 1906) und deren Schwester Gertrud von Erlach (* 29. Dezember 1861) wurden Malerinnen.

### Kindheit und Jugend
Sophie wuchs im Kanton Neuchâtel auf, das bis 1856 zur preußischen Krone gehörte (Neuenburg). Sie besuchte von 1834 bis 1836 das von der Herrnhuter Brüdergemeine gegründete erste Internat für Mädchen (1766–1988). Nach der Rückkehr 1836 ins Elternhaus wurde sie von dem Landschafts-, Miniatur- und Porträtmaler Johann Friedrich Dietler, der als Professor an der Kunstschule in Bern tätig war, in der Malkunst unterrichtet. Sie entwickelte sich bald zu einer seiner besten Schülerinnen.
1842 wurde sie auf Empfehlung von Robert von Erlach, Freund ihres Bruders Heinrich, auf Schloss Hindelbank eingeladen. Hier lernte sie das Ehepaar Friedrich (1779–1861) und Louise (1793–1881) von Pourtalès kennen. Die Grafen von Pourtalès stammten ebenfalls aus Neuchâtel und standen seit Generationen in preußischen Diensten. Sophie von May folgte ihrer Einladung nach Berlin, wo sie im Dezember 1845 Prinzessin Augusta (1911–1890, spätere Königin und Kaiserin) vorgestellt und ihr die Stelle als Gouvernante von deren kleiner Tochter, Prinzessin Luise (1838–1923, spätere Großherzogin von Baden) angeboten wurde. Während ihres Aufenthalts in Berlin hatte sie 1845 die Gelegenheit, im Museum Kopien nach alten Meistern auszuführen.

### Gouvernante am preußischen Hof
Nachdem Sophie von May 15. Mai 1846 die feste Zusage der Stelle bekommen hatte, reiste sie noch einmal zu ihren Eltern und begegnete Robert von Erlach, der ihr einen Heiratsantrag machte und hoffte, sie dadurch von ihrem Plan als Erzieherin abzubringen. Sophie sagte ja zur Verlobung, aber auch zu ihrer neuen Aufgabe, die sie im Herbst am preußischen Hof antrat.
1848 erlebte sie im Berliner Schloss die Revolution und musste mit Prinzessin Luise sowie dem Prinzen Friedrich (1831–1888, später Kaiser Friedrich III.) und dessen Erzieher Ernst Curtius (1814–1896) nach Potsdam fliehen, wo sie im Schloss Babelsberg gemeinsam mit der Mutter der Kinder, Prinzessin Augusta, eine Art Exil zubrachten, während der Vater, Prinz Wilhelm (1797–1888, später König und Kaiser Wilhelm I.), der für die blutigen Auseinandersetzungen der Soldaten mit den Revolutionären verantwortlich gemacht wurde, nach England fliehen musste. In dieser Zeit entstand eine enge, lebenslange Freundschaft mit Ernst Curtius und eine feste Bindung an das Preußische Königshaus.
Nach der Rückkehr des Prinzen Wilhelm im Juni 1848 und seinem militärischen Kommando gegen die Aufständischen in Baden zog er im November 1850 mit seiner Familie und seinem Hofstaat als Gouverneur der Rheinprovinz nach Koblenz. Bei einem „Heimaturlaub“ wurde Sophie klar, dass sie sich zwischen ihrer Erziehungsaufgabe und ihrem Verlobten entscheiden musste. Schweren Herzens gab sie dem Drängen des Verlobten und beider Familien nach, aber gegen den Rat des Onkels Victor von May, und kündigte im Dezember 1851 zum großen Bedauern der Prinzenfamilie ihren Dienst.

### Ehe und Familie
Nach Kuraufenthalten, um ihre durch den psychischen Druck ihres Verlobten zerrüttete Gesundheit wiederherzustellen, heiratete sie am 20. September 1852 in Bern Georg Robert von Erlach-Hindelbank. Sophie und Robert von Erlach lebten berufsbedingt in Zürich, Karlsruhe, Thun und Freiburg i. Br., wo Robert von Erlach 1884 starb. Nach der Heirat begann sie wieder zu malen und stellte Porträts in Aquarell her.
Während der Zeit in Karlsruhe von 1856 bis 1862 festigte sich die Freundschaft zwischen Sophie von Erlach und ihrer Schülerin Luise von Preußen, seit 20. September 1856 verheiratet mit dem Großherzog von Baden, Friedrich I. (1826–1907), erneut und wurde zu einer lebenslangen, herzlichen, sehr engen Beziehung. Auch die Kontakte zu Luises Bruder, Friedrich III. (1831–1888, dem „99-Tage-Kaiser“), blieben bestehen.
Durch die Entmachtung und Enteignung des Schweizer Adels verarmte die Familie, und Robert von Erlach gelang es nicht, beruflich eine sichere Existenz aufzubauen. Nach dem Tod ihres Mannes blieb Sophie von Erlach zunächst in Freiburg i. Br., reiste viel und malte weiterhin Porträts, Landschafts- und wandte sie sich der Blumenmalerei zu, der sie sich über viele Jahre hindurch bis ins hohe Alter widmete. Im Jahr 1873 beteiligte sie sich an der Schweizer Turnusausstellung in Zürich. Ihre Werke verkaufte sie, um dadurch zum Lebensunterhalt der Familie beizutragen, oder sie spendete sie auf Wohltätigkeitsveranstaltungen. Der Sohn starb mit nur 16 Jahren an Typhus.
Als ihre Tochter Louise 1885 den Sohn ihres Freundes Ernst Curtius, den Verwaltungsjuristen Friedrich Curtius, heiratete, zog sie mit ihren Töchtern Ada und Greda zu der jungen Familie nach Thann im Elsass. Hier erlebte sie die Geburt ihrer vier Enkelkinder: Ernst Robert, Olympia Christa, Greda und Friedrich.
Die Damen Erlach zogen mit der Familie Curtius nach Colmar und Straßburg, wo die älteste Tochter Ada vor ihr verstarb. Vier Jahre später starb Sophie im Alter von 92 Jahren.
Nachkommen:
- Adelheid von Erlach-Hindelbank (* 29. September 1853, Zürich; † 11. Oktober 1907, Straßburg) Malerin (Künstlername: Ada von Erlach), unverheiratet.[5]
- Robert Karl Heinrich (* 21. November 1854, Zürich – Achern /Großherzogtum Baden; † 7. Februar 1871 an Typhus).
- Louise Greda Mathilde (1857, Karlsruhe – 1919, Heidelberg) heiratete am 12. Juni 1885 Friedrich Curtius (1851–1933), Sohn von Ernst Curtius (1814–1896) und Auguste, geb. Reichhelm, verw. Besser (1815–1851); Louise und Friedrich Curtius hatten vier Kinder:
  - Ernst Robert (1886–1956), Romanist
  - Olympia (1887–1979), heiratete den Arzt Victor Freiherr von Weizsäcker (1886–1957)
  - Greda (1889–1972), heiratete den Soziologen und Schriftsteller Werner Picht (1887–1965) und
  - Friedrich (1896–1975), Arzt.
- Elisabeth Cécile Margaretha (genannt Greda) (1858–1939), unverheiratet.

## Werke (Auswahl)
Sophie von Erlach fertigte in der Zeit, die sie in Berlin verbrachte einige Porträts. Sie dekorierte auch Paravents, die als Gebrauchsgegenstände nicht erhalten sind. Auch viele ihrer Porträts, Landschafts- und Blumenbilder gingen verloren oder ihr Aufenthalt ist unbekannt. Darunter auch eine Vielzahl von Porträts, die sie von den Kindern der Großherzogin malte, insbesondere vom kleinen Ludwig anfertigte. Einige Werke von ihrer Hand befinden sich in Bern andere kamen unter anderem in Privatbesitz nach Karlsruhe und Straßburg.
- Bildnis des Alexander von Humboldt
- Bildnis des Christian Daniel Rauch
- 1880: Jüngling mit Hund (Gouache)